# Ernst Ruska
Ernst Ruska, född 25 december 1906 i Heidelberg, Tyskland, död 25 maj 1988 i Västberlin, var en tysk fysiker. Han tilldelades Nobelpriset i fysik 1986, och fick halva prissumman med motiveringen "för hans fundamentala elektronoptiska arbeten och konstruktionen av det första elektronmikroskopet". Andra halvan delades av Gerd Binnig och Heinrich Rohrer. År 1960 tilldelades han Albert Lasker Basic Medical Research Award.

## Biografi och vetenskapligt arbete
Ruska utbildades vid Münchens tekniska universitet åren 1925 till 1927 och började sedan arbeta på Tekniska universitetet i Berlin, där han insåg att mikroskop baserade på elektroner, med våglängder tusen gånger kortare än ljusets, kunde ge en mer detaljerad bild av ett objekt än ett mikroskop som använder ljus, där förstoring begränsas av våglängdernas storlek. År 1931 visade han att en magnetisk spole kunde fungera som en elektronlins, och använde flera spolar i serie för att bygga det första elektronmikroskopet 1933. 

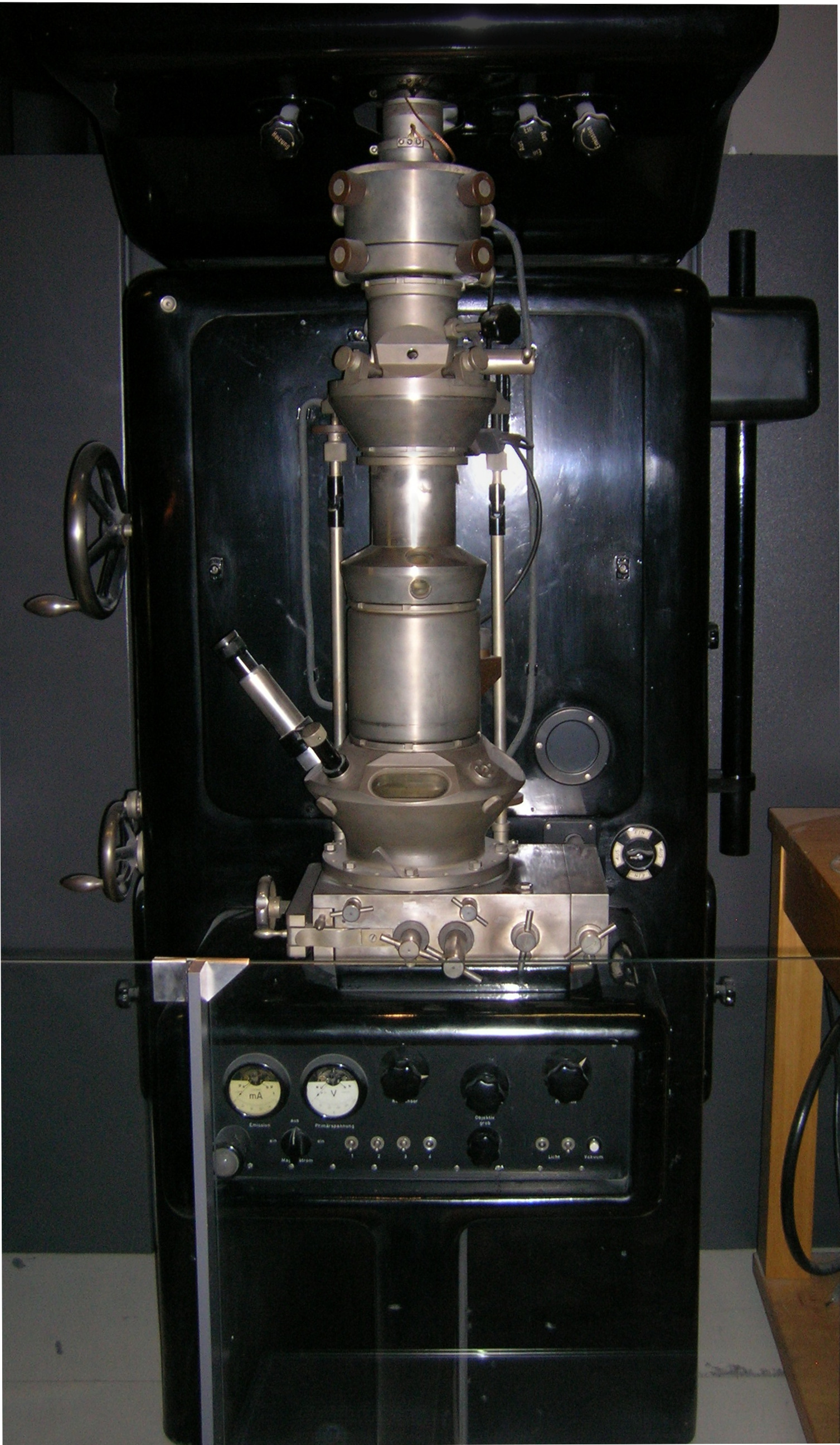
Ruskas elektronmikroskop på Deutsches Museum i München.

Efter att ha avlagt sin doktorsexamen 1933 fortsatte Ruska att arbeta inom elektronoptik, först vid Fernseh AG i Berlin-Zehlendorf, och sedan från 1937 vid Siemens-Reiniger-Werke AG. På Siemens var han med och utvecklade det första kommersiellt producerade elektronmikroskopet 1939. Förutom att utveckla tekniken för elektronmikroskopi medan han var på Siemens, arbetade Ruska också vid andra vetenskapliga institutioner och uppmuntrade Siemens att inrätta ett laboratorium för besökande forskare. Laboratoriet leddes från början av Ruskas bror Helmut, en läkare som utvecklade användningen av elektronmikroskopet för medicinska och biologiska tillämpningar.
Efter att ha lämnat Siemens 1955 var Ruska direktör för Institutet för elektronmikroskopi vid Fritz Haber-institutet fram till 1974. Samtidigt som han tjänstgjorde vid institutet var han professor vid Tekniska universitetet i Berlin från 1957 till sin pensionering 1974.

## Utmärkelser och hedersbetygelser
År 1960 vann Ruska Laskerpriset. År 1986 tilldelades han hälften av Nobelpriset i fysik för sina många prestationer inom elektronoptik; Gerd Binnig och Heinrich Rohrer fick en fjärdedel vardera för sin design av sveptunnelmikroskopet.
Asteroid 1178 Irmela, upptäckt av Max Wolf, är uppkallad efter hans hustru Irmela, som var brorsdotter till Max Wolf.